# Nicolas Denis Warel de Beauvoir
Nicolas Denis Warel de Beauvoir, né le 23 mars 1714 à Soissons (Aisne), mort le 3 février 1797 à La Fère (Aisne), est un général de division de la Révolution française.

## États de service
Il est fait chevalier de l’ordre royal et militaire de Saint-Louis en 1748. Capitaine en 1756, il prend le commandement de la compagnie d'élèves des cadets, dite « la cinquantaine » à l’école d’artillerie de La Fère. 
Il épouse à Strasbourg, par contrat du 27 juin 1762, passé devant Humbourg et Laquiante, notaires, Elisabeth Cuchot d’Herbain, fille de feu Claude Cuchot d’Herbain, chevalier de Saint-Louis, lieutenant de Roi à la citadelle de Strasbourg, et sœur du Chevalier d’Herbain.
Le 15 mars 1765, il est nommé colonel commandant de l’arsenal de La Fère. Il est promu ensuite maréchal de camp le 1er mars 1780, et il est élevé au grade de général de division le 20 mai 1791. Affecté à l’armée du Nord, il est nommé inspecteur général d’artillerie à Lille le 14 décembre 1791.
Il meurt le 3 février 1797, à La Fère.

## Sources
- (en) « Generals Who Served in the French Army during the Period 1789 - 1814: Eberle to Exelmans »
- Nicolas Denis Warel de Beauvoir  sur roglo.eu
- Léon Hennet, Etat militaire de la France pour l'année 1793, imprimerie Nationale, 1903, p. 8-26-114.
- Roger Firino, « Denis de Warel de Beauvoir », Bulletin de la Société archéologique, historique et scientifique de Soissons, XV, 1908, 2e partie, p. 86-105.